# Affine Ebene
Eine affine Ebene ist in der synthetischen Geometrie eine Punkte und Geraden umfassende Inzidenzstruktur, die im Wesentlichen durch zwei Forderungen charakterisiert ist, nämlich dass je zwei Punkte eine (eindeutige) Verbindungsgerade besitzen und dass es eindeutige parallele Geraden gibt. In der linearen Algebra und der analytischen Geometrie wird ein zwei-dimensionaler affiner Raum als affine Ebene bezeichnet. Der im vorliegenden Artikel beschriebene Begriff der synthetischen Geometrie verallgemeinert diesen bekannteren Begriff aus der linearen Algebra.
Eine affine Ebene, die nur endlich viele Punkte enthält, wird als endliche affine Ebene bezeichnet und als solche auch in der endlichen Geometrie untersucht. Besonders für diese Ebenen ist der Begriff Ordnung der Ebene wichtig: Sie ist definiert als die Anzahl der Punkte auf einer und damit jeder Geraden der Ebene.
Jede affine Ebene lässt sich durch Einführung uneigentlicher Punkte und einer aus diesen bestehenden uneigentlichen Geraden zu einer projektiven Ebene erweitern. Umgekehrt entsteht aus einer projektiven Ebene durch Entfernung einer Geraden mit ihren Punkten eine affine Ebene. → Siehe auch projektives Koordinatensystem.
Jede affine Ebene kann durch die Zuordnung eines Koordinatenbereichs {\displaystyle K} koordinatisiert und durch zusätzliche Verknüpfungen, die sich aus den geometrischen Eigenschaften der Ebene in diesem Koordinatenbereich ergeben, algebraisiert werden. Eine affine Ebene im Sinne der linearen Algebra, also ein affiner Raum, dessen Vektorraum der Parallelverschiebungen ein zwei-dimensionaler Vektorraum über einem Körper ist, ergibt sich genau dann, wenn der Koordinatenbereich durch die geometrische Struktur isomorph zu ebendiesem Körper wird. Diese Beschreibung der affinen Ebene mit Hilfe eines Koordinatenbereichs, bei dem der algebraische Begriff Körper verallgemeinert wird, und ein Überblick über die Strukturen, die sich bei Gültigkeit wichtiger Schließungssätze ergeben, findet sich im Hauptartikel Ternärkörper.
Andererseits kann man die Gruppe der Parallelverschiebungen in einer affinen Ebene untersuchen, was zu einer anderen Algebraisierung führt, bei der der Begriff Parallelverschiebung, der in der linearen Algebra durch einen Vektor beschrieben werden kann, zum Begriff der Translation führt. Dieser Zugang, der den koordinatenbezogenen Zugang ergänzt, wird im Hauptartikel Affine Translationsebene beschrieben.

## Definitionen
Eine Inzidenzstruktur {\displaystyle \langle {\mathcal {P}},{\mathcal {G}},\mathbf {I} \rangle }, die aus einem Punktraum {\displaystyle {\mathcal {P}}}, einem Geradenraum {\displaystyle {\mathcal {G}}} und einer Inzidenzrelation {\displaystyle \mathbf {I} } zwischen diesen besteht, ist genau dann eine affine Ebene, wenn die folgenden Axiome gelten:
1. Zwei verschiedene Punkte aus {\displaystyle {\mathcal {P}}} liegen auf genau einer Geraden aus {\displaystyle {\mathcal {G}}}.
2. Es gilt das Parallelenpostulat, das heißt, es gibt zu jeder Geraden {\displaystyle g\in {\mathcal {G}}} und zu jedem Punkt {\displaystyle A\in {\mathcal {P}}}, der nicht auf {\displaystyle g} liegt, genau eine weitere Gerade {\displaystyle h\in {\mathcal {G}}}, die {\displaystyle A} enthält und keinen Punkt von {\displaystyle g} enthält.
3. Es gibt drei verschiedene Punkte aus {\displaystyle {\mathcal {P}}} (ein „Dreieck“), die nicht alle auf einer Geraden aus {\displaystyle {\mathcal {G}}} liegen.

Formalisiert lassen sich die drei Axiome notieren als:
1. {\displaystyle \forall A,B\in {\mathcal {P}}\left(A\neq B\Rightarrow \exists !g\in {\mathcal {G}}:\;A\mathbf {I} g\land B\mathbf {I} g\right)},
2. {\displaystyle \forall g\in {\mathcal {G}},A\in {\mathcal {P}}\left({\neg }(A\mathbf {I} g)\Rightarrow \exists !h\in {\mathcal {G}}:\;A\mathbf {I} h\land {\neg }\exists B\in {\mathcal {P}}\quad \left(B\mathbf {I} g\land B\mathbf {I} h\right)\right)}
3. {\displaystyle \exists A,B,C\in {\mathcal {P}}:\neg \exists g\in {\mathcal {G}}:\left(A\mathbf {I} g\land B\mathbf {I} g\land C\mathbf {I} g\right)}.

### Parallelität
Die Relation {\displaystyle g\parallel h} (Parallelität) zwischen Geraden {\displaystyle g,h\in {\mathcal {G}}} wird definiert durch:
{\displaystyle g\parallel h} genau dann, wenn {\displaystyle g=h} oder wenn {\displaystyle g} und {\displaystyle h} keinen Schnittpunkt gemeinsam haben.
Die nach dem 2. Axiom eindeutig bestimmte Gerade {\displaystyle h} die durch einen bestimmten Punkt {\displaystyle A\in {\mathcal {P}}} geht, wird als die Parallele zu {\displaystyle g} durch {\displaystyle A} bezeichnet und als {\displaystyle h=\left[A;\parallel g\right]} notiert.
Diese Relation ist eine Äquivalenzrelation. Die Äquivalenzklasse der zu einer Geraden {\displaystyle g} parallelen Geraden wird als Parallelenschar und auch als die Richtung von {\displaystyle g} bezeichnet.

### Sprechweisen
- Die nach dem 1. Axiom eindeutig bestimmte Gerade {\displaystyle g}, auf der zwei verschiedene Punkte {\displaystyle A,B} liegen, wird als Verbindungsgerade der Punkte bezeichnet und als {\displaystyle AB}, manchmal auch als {\displaystyle A\vee B} notiert.
- Die Parallelenschar einer Geraden {\displaystyle g} wird als {\displaystyle [g]} notiert.
- Die durch eine Gerade {\displaystyle g} und einen beliebigen Punkt {\displaystyle A} eindeutig bestimmte Gerade {\displaystyle h\in [g]} wird als die Parallele zu {\displaystyle g} durch {\displaystyle A} bezeichnet und als {\displaystyle [A;\parallel g]} notiert.

Der herkömmliche Standpunkt, bei dem die Punktemenge {\displaystyle {\mathcal {P}}} und die Geradenmenge {\displaystyle {\mathcal {G}}} als zunächst unabhängige Mengen aufgefasst wurden, wird auch in der aktuelleren mathematischen Literatur noch öfter zugrunde gelegt. In diesem Zusammenhang wird dann die Menge der Punkte, die auf einer Geraden {\displaystyle g} liegen, als Punktmenge der Geraden bezeichnet und häufig als {\displaystyle g^{\circ }=\lbrace A\in {\mathcal {P}}|A\mathbf {I} g\rbrace } notiert.
Da eine Gerade aber durch die Inzidenzrelation {\displaystyle \mathbf {I} } vollständig bestimmt ist, wird sie auch oft mit dieser Punktmenge identifiziert, womit die Relation {\displaystyle \mathbf {I} } überflüssig ist. Die Axiome werden dann als Eigenschaften der Geradenmenge {\displaystyle {\mathcal {G}}}, die eine Teilmenge der Potenzmenge der Punktmenge {\displaystyle {\mathcal {P}}} ist, beschrieben, die Rolle der Inzidenzrelation übernimmt dann die Elementrelation: ({\displaystyle A\mathbf {I} g} genau dann, wenn {\displaystyle A\in g^{\circ }=g} ist).

### Ordnung der affinen Ebene
Die Ordnung einer affinen Ebene wird definiert als die Mächtigkeit der Punktmenge auf einer Geraden {\displaystyle g}. Der Begriff ist unabhängig von der Geraden {\displaystyle g}, weil alle Geraden einer affinen Ebene (als Punktmengen) gleichmächtig sind, da zwei verschiedene Geraden immer durch eine bijektive Parallelprojektion aufeinander abgebildet werden können.
Es gilt:
1. Eine affine Ebene ist genau dann endlich, das heißt, sie enthält nur endlich viele Punkte, wenn ihre Ordnung endlich ist.
2. Ist in diesem Fall {\displaystyle q} die Ordnung der Ebene, dann enthält sie {\displaystyle q^{2}} Punkte, {\displaystyle q\cdot (q+1)} Geraden, {\displaystyle q+1} Parallelenscharen und jede Parallelenschar enthält {\displaystyle q} Geraden.
3. Enthält die affine Ebene unendlich viele Punkte, dann ist sie als Punktmenge zur Punktmenge jeder ihrer Geraden und zu jeder ihrer Parallelenscharen gleichmächtig. Die Anzahl ihrer Geraden und ihrer Parallelenscharen hat ebenfalls die Mächtigkeit der Ebene. → Siehe Cantors erstes Diagonalargument.

projektive Ebenen
Jeder affinen Ebene lässt sich durch projektives Abschließen, das heißt durch Hinzufügen einer „uneigentlichen Geraden“ samt deren Punkten (als Fernelemente der affinen Ebene), eine bis auf Isomorphie eindeutige projektive Ebene zuordnen. Jede projektive Ebene kann so erzeugt werden. Man überträgt den Begriff der Ordnung auf den projektiven Abschluss: Die projektive Ebene hat die Ordnung einer beliebigen affinen Ebene, als deren projektiver Abschluss sie konstruiert werden kann. Diese affinen Ebenen müssen nicht isomorph sein, aber sie haben stets dieselbe Ordnung. Ist diese Ordnung gleich der endlichen Zahl {\displaystyle q\geq 2}, dann hat die projektive Ebene {\displaystyle q^{2}+q+1} Punkte und ebenso viele Geraden, auf jeder Geraden liegen genau {\displaystyle q+1} Punkte und durch jeden Punkt gehen genau {\displaystyle q+1} Geraden.

## Endliche Ebenen und offene Fragen
- Alle derzeit bekannten endlichen affinen Ebenen haben eine Primzahlpotenz als Ordnung und für jede Primzahlpotenz existieren affine Ebenen mit dieser Ordnung (Stand: 2013). Welche Zahlen als Ordnungen affiner Ebenen vorkommen ist ein ungelöstes Problem. Aus dem Satz von Bruck und Ryser ergibt sich eine Nichtexistenzaussage für Ebenen mit bestimmten Ordnungen: Z. B. sind die Zahlen 6, 14, 21, 22, 30, 33, 38, 42, … nicht Ordnungen affiner Ebenen. Die Ordnung 10 konnte durch massiven Computereinsatz ausgeschlossen werden. 12 ist die kleinste Zahl, für die die Existenzfrage ungelöst ist.
- Ist jede affine Ebene von Primzahlordnung desarguessch? Das ist ein ungelöstes Problem.
- Ist die Ordnung jeder affinen Ebene eine Primzahlpotenz? Auch diese Frage ist noch nicht geklärt.

→ In der Regel konzentriert sich die Untersuchung endlicher Ebenen auf deren projektiven Abschluss, die endlichen projektiven Ebenen. Einen Überblick über die Zusammenhänge zwischen affinen Ebenen und deren projektivem Abschluss gibt der Artikel Ternärkörper. Beispiele für und Strukturaussagen über nichtdesarguessche projektive Ebenen finden sich im Artikel Klassifikation projektiver Ebenen.

## Beispiele

Kleinstes Modell einer affinen Ebene

- Der zweidimensionale Vektorraum {\displaystyle \mathbb {R} ^{2}} über den reellen Zahlen, wobei {\displaystyle {\mathcal {P}}=\mathbb {R} ^{2}} gilt, {\displaystyle {\mathcal {G}}} alle eindimensionalen affinen Unterräume umfasst und die Inzidenzrelation durch die Enthaltensrelation {\displaystyle \in } gegeben ist.
- Ebenso der zweidimensionale Vektorraum {\displaystyle K^{2}} über einem beliebigen Körper (oder auch: Schiefkörper) {\displaystyle K}. Jede affine Ebene, in der der Satz von Desargues gilt, ist isomorph zu einer affinen Ebene {\displaystyle K^{2}} über einem Schiefkörper  {\displaystyle K}. Gilt in dieser Ebene dazu noch der Satz von Pappos (auch „Satz von Pappus-Pascal“), so ist der Schiefkörper ein Körper (mit kommutativer Multiplikation).

Von besonderem Interesse haben sich die nichtdesarguesschen
Ebenen erwiesen, in denen der Satz von Desargues nicht gilt. In ihnen hat man Koordinaten aus Ternärkörpern eingeführt, speziell aus Quasikörpern (auch Veblen-Wedderburn-Systeme genannt, mit nichtassoziativer Multiplikation) bzw. Fastkörpern (in denen von den beiden Distributivgesetzen nur eins gilt).
- Im Fall {\displaystyle K=\mathbb {F} _{2}} erhält man die kleinste affine Ebene. Sie besteht aus vier Punkten.

- Es gibt affine Ebenen mit endlich vielen, etwa n Punkten auf einer (und dann jeder) Geraden. Sie heißen von n-ter Ordnung oder auch von der Ordnung n. Zu jeder Primzahlpotenz q gibt es affine Ebenen der Ordnung q. Ob es affine Ebenen gibt, deren Ordnung keine Primzahlpotenz ist, ist ein ungelöstes Problem. Ein Teilresultat ist gegeben durch den Satz von Bruck und Ryser.

Dieser sagt folgendes aus: Lässt n bei Division durch 4 den Rest 1 oder 2 und ist n Ordnung einer affinen Ebene, so ist n Summe zweier Quadrate natürlicher Zahlen. Beispiele: 6 ist nicht Ordnung einer affinen Ebene. 10 ist nach dem Satz nicht ausgeschlossen.
Mit großem Computereinsatz wurde jedoch die Nichtexistenz einer affinen Ebene der Ordnung 10 gezeigt. Ungelöst ist die Existenzfrage z. B. für die Ordnungen 12, 15, 18, 20, 26, 34, 45, …, und ausgeschlossen ist die Existenz für n = 14, 21, 22, 30, 33, 38, 42, 46, …
- Die Abbildungen unten zeigen das Minimalmodell einer affinen Ebene (links) und seine projektive Erweiterung, das Minimalmodell einer projektiven Ebene.

|                                                                | |
| kleinstes Modell einer affinen Ebene ({\displaystyle AG(2,2)}) | {\displaystyle AG(2,2)} wird zu {\displaystyle PG(2,2)}, der projektiven Fano-Ebene, durch Hinzunahme einer Geraden {5,6,7} erweitert |

## Verallgemeinerungen
- Die affine Ebene ist der zweidimensionale Spezialfall einer affinen Geometrie.
- Endliche affine Ebenen zählen zu den Netzen. Eine affine Ebene der Ordnung n ist ein {\displaystyle (n+1,n)}-Netz.
- Noch allgemeiner zählen die endlichen affinen Ebenen wie alle Netze zu den Blockplänen und damit zu den endlichen Inzidenzstrukturen. Eine affine Ebene der Ordnung n ist ein {\displaystyle 2-(n^{2},n,1)}-Blockplan.  Als Inzidenzstruktur hat eine endliche affine Ebene den Typ {\displaystyle (2,1)}.

## Weblink
- Joachim Mohr: Der axiomatische Aufbau der affinen Ebenen, Translationsebenen, Desuargueschen Ebenen, präeuklidische Ebenen und euklidischen Ebenen.